# براكسا أو مشكلة الحكم (مسرحية)
براكسا، أو مشكلة الحكم هي مسرحية للكاتب المصري توفيق الحكيم، صدرت في طبعتها الأولى سنة 1939، والطبعة الثانية سنة 1960. وهي واحدة من ثلاث مسرحيات للحكيم استوحيت أحداثها من التراث الإغريقي الأسطوري، وهي «براكسا» و«بيجماليون» و«الملك أوديب»، وبثّ الحكيم في هذه المسرحيات أفكاره ورؤيته الخاصة في إطار أحداث المسرحية.
كتبت المسرحية على أساس كوميديا قديمة تدور أحداثها في أثينا القديمة للمؤلف المسرحي الإغريقي أريستوفانس اسمها «مجلس النساء» (بالإغريقية: Ἐκκλησιάζουσαι، إكليسيازوساي)، مُثلت عام 392 قبل الميلاد.

## حبكة المسرحية
في بداية النص تقود «براكسا» (في النص الإغريقي «براكساغورا» Praxagora) انقلابًا نسائيًا على حكم الرجال في أثينا، حيث تباغت النساء أزواجهن بسرقة ملابسهم لإجبارهم على المكوث في البيت، ثم يتوجهن إلى مجلس الحكماء متنكرات في هيئة الرجال ليعلنّ أن النساء هن الأصلح للحكم.
وما إن تصل براكسا إلى الحكم حتى تبدأ عيوب التجربة الجديدة في التكشف، فطوائف الشعب المختلفة يتصارعون من أجل مصالحهم مستخدمين سلاح التظاهر السلمي، وما يزيد من ضغوط الصراع ضدها تحول التعددية السياسية إلى صراعات بين حزب براكسا وأنصارها وأحزاب تضم «الآلاف الساخطين» ممن حرموا من مزايا المنعمين في نفوذ الملكة الجديدة، ويتصاعد الصراع الحزبي إلى الدرجة التي تنذر بانفلات الخيوط من يدها وسقوط النظام.
في الفصل الثانى يظهر الفيلسوف ابقراط، كما يظهر قائد الجيش هيرونيموس، الذي يكره سفسطة ابقراط، ويميل إلى حسم الأمور بالقوة، ولا تقدر براكسا على إخفاء إعجابها بالقائد الشجاع، بل وتندفع معه في علاقة من وراء زوجها «بلبروس» (Blepyrus) ـ الذي يظهر بصورة بالغة الحمق ـ وهي العلاقة التي تقود براكسا في النهاية للاستسلام لهيرونيموس مع اقتراب التظاهرات المطالبة بإسقاط حكمها، حيث يفاجئها بأمرها بأن تلزم حجرتها مثل باقي النساء، ليقود هو البلاد بحكم شمولي وينقذ البلد من الفوضى.
يقيد هيرونيموس حرية التعبير، ويسجن أبقراط، ولكنه من جهة أخرى يعبئ موارد الدولة من أجل حرب على مقدونيا تشعر أهل أثينا بالفخر القومي. ولكن عهد هيرونيموس ينتهي بهزيمته أمام مقدونيا، مما يدفعه إلى أخذ قرار بالانتحار، ولكن براكسا تمنعه من ذلك، ويقترح عليهما أبقراط حاكما جديدًا.
لم يكن هذا الحاكم الجديد إلا بلبروس، زوج براكسا، وسبب اختياره أنه «مغفل»، كل المطلوب منه أن يبتسم، بينما يقوم ثلاثتهم ـ الحكيم أبقراط والقائد هيرونيموس وبراكسا ـ بإدارة البلاد من خلف الستار، مراهنين على أن الشعب سيرضى به ملكا لأنه «رجل جديد يمثل صفحة جديدة».
ولكن بلبروس يدير دفة الأمور بما لا يتوقعه أحد، حيث يزج بالأبطال الثلاثة في السجن في الفصل قبل الأخير، ويحيط الحاكم المغفل نفسه بمجموعة من الفاسدين الأغبياء، لأن «الاحمق لا يحلو له ان يعيش إلا مع الحمقى»، كما تقول براكسا.
ويقاد الأبطال الثلاثة في آخر مشاهد المسرحية إلى المحاكمة، وإمعانًا في زيادة مأساوية المشهد، يجعل توفيق الحكيم المحاكمة تدور حول اتهام تافه هو علاقة هيرونيموس وبراكسا.
يحاصر أتباع بلبروس هيرونيموس بالاتهامات، ويوغرون صدر الشعب ضده وضد عهده، وهو يهتف في الناس «إنهم يشغلونكم بقضية صغيرة تافهة.. آن الأوان أن تلتفتوا إلى الأيدي التي تعبث بجيوبكم في الظلام»، وعندما نجح هيرونيموس في جعل المحاكمة محاكمة سياسية، واجهه مساعد بلبروس بأن ميزة عهد مليكه أنه يتمتع فيه الشعب بالاستقرار «لم ندفع به إلى الحروب» فرد هيرونيموس «ودفعتم به إلى الانحلال»، «تركنا له حرياته» «وأخذتم منه نقوده»، «إن الشعب لم يرفع صوته بالشكوى من حكمنا»، «لأنه غارق في النوم.. سائر في طريق الموت».
وبعد مجادلة طويلة، ينجح الابطال الثلاثة في إفاقة الرأى العام، ويدعو أبقراط الشعب إلى التوقف عن رهانه على الزعماء من التيارات المختلفة: «احكم نفسك بنفسك أيها الشعب، لمصلحة نفسك.. فما دام الحكم قد استطاع أن يقع في أيدي الحمقى من امثال بلبروس فما يضيركم ان يكون في أيديكم أيضا».

## اقتباسات من المسرحية
| براكسا أو مشكلة الحكم (مسرحية) | ألم تسألوا أنفسكم.. لماذا تثرى هذه العصبة كل هذا الإثراء والكثيرون منكم فقراء؟ ألم تسألوا أنفسكم من أين خرجت هذه الأموال الهائلة التى اكتنزها الملك بلبروس وحاشيته في هذا الزمن القصير؟ ألم تفطنوا إلى أنها من دمكم أنتم دون أن تشعروا؛ لأنهم كانوا مهرة فلم يصخبوا أو يعنفوا، بل وخزوا جلودكم بإبرة ثم جعلوا يمتصون دماءكم في صمت، إلى أن خدروكم ورشوا زعماءكم، وغمروكم في هذا الخمول الذى تعيشون فيه الآن.. فهل أنتم راضون؟ | براكسا أو مشكلة الحكم (مسرحية) |